# Rocky Balboa
Robert «Rocky» Balboa ( * Filadelfia, Estados Unidos, 6 de julio de 1946) es un personaje de ficción. Se trata de un boxeador estadounidense de origen italiano, que aparece por primera vez en la película Rocky de 1976. En ella, boxea inicialmente en un club de peleas de bajo perfil llamado «La Cubeta de Sangre». Curiosamente, el campeón de boxeo Apollo Creed, al no encontrar un contendiente para su pelea estelar para conmemorar los 200 años de la independencia de Estados Unidos, busca en un diccionario de boxeo y le llama la atención el seudónimo con el que Balboa es llamado, «El Semental Italiano», por lo que reta a Rocky para darle una oportunidad para ganar el título. A partir de esa pelea, Rocky logra lo impensable y su carrera empieza a subir de una forma inimaginable, gracias a su espíritu indomable y su determinación por ser el mejor. Posteriormente, la franquicia Rocky se desarrolla así: Rocky II (1979), Rocky III (1982), Rocky IV (1985), Rocky V (1990), Rocky Balboa (2006), Creed (2015), Creed II (2018) y Creed III (2023).
Rocky Balboa tiene un peculiar estilo zurdo para boxear, pero en posteriores películas va cambiando su estilo, desde aprender a boxear con la derecha hasta aumentar su agilidad y su rapidez dando golpes.

## Historia
Comenzó a boxear a los 15 años de edad debido a que su padre le dijo que «no tenía cerebro», por lo que era mejor que aprovechara su cuerpo. A los veintiocho años Rocky vivía en Filadelfia, Pensilvania, entrenaba en el gimnasio de Mickey Goldmill para ser boxeador y se ganaba la vida trabajando para un delincuente local, Tony Gazzo. Su mejor amigo era Paulie Pennino, un tipo bastante pesimista y con mal carácter, pero que igualmente sentía un gran afecto hacia Rocky. Su primer combate en el gimnasio de Mickey Goldmill fue contra Samuel Casado, y fue derrotado en el primer asalto. Posteriormente peleó contra el boxeador Spider (Araña) Rico y lo venció, teniendo mayor influencia en los boxeos de gimnasios.

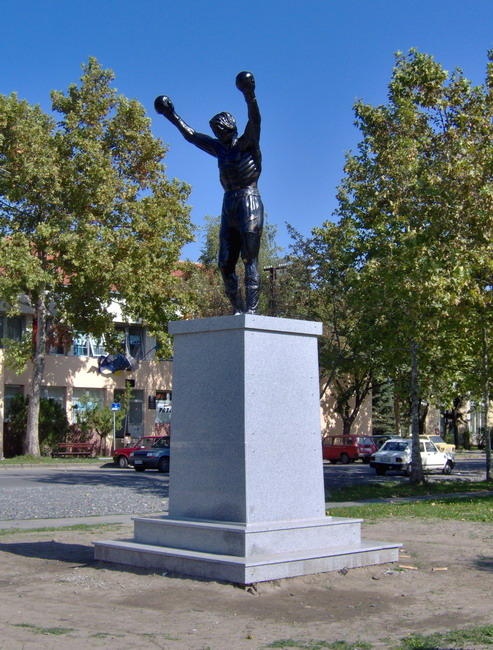
Estatua de Rocky en Filadelfia.

En noviembre de 1975 se le ofreció a Robert «Rocky» Balboa la oportunidad de pelear por el título de campeón del mundo de los pesos pesados contra el campeón de ese entonces, Apollo Creed (después de pelear contra Spider Rico por escaso dinero), propuesta que surgió a consecuencia de que el boxeador que estaba programado para pelear con Apollo se rompiera la mano. La pelea estaba programada para el 1 de enero de 1976. Apollo se tomó el combate como una broma ya que nadie confiaba en la victoria de Rocky. Los expertos predecían que Rocky tenía «una posibilidad entre un millón» de ganar el cinturón y una posibilidad entre cincuenta de durar más de tres asaltos con Apollo. Rocky se entrenó junto a Mickey, y con una gran demostración de agallas y valor, peleó los 15 asaltos contra Apollo e incluso llegó a derribarlo. Rocky perdería la pelea por decisión dividida (una decisión muy discutida) y por tanto Apollo Creed siguió teniendo el título mundial aunque para Rocky fue una gran victoria de moral, incluso los espectadores de la pelea comentaban que el semental italiano debió de haber sido el ganador.
Tras la pelea y haber pasado poco tiempo hospitalizado, Rocky contrae matrimonio con la hermana de Paulie, Adrianna, que queda embarazada poco después. Rocky trata de retirarse del boxeo y realizar anuncios de televisión, pero su falta de habilidad para ello se lo impide y acaba trabajando en la carnicería de Paulie. Fue despedido poco después, ya que entraron en proceso de reducción de plantilla. Adrianna dio a luz a Robert Balboa Jr., pero estuvo en coma debido a complicaciones en el parto, que se anticipó por una discusión con su hermano, previamente habiendo hecho esfuerzos físicos que le provocaron una hemorragia.
Balboa acepta boxear nuevamente con Apollo Creed en una pelea que tendría lugar en noviembre de 1976, a pesar del riesgo a quedar permanentemente ciego debido a heridas del último combate. Motivado por el nacimiento de su hijo Rocky Jr. y por la recuperación de Adrianna, quien ya consciente le brinda el apoyo que le negó anteriormente para volver a boxear, Rocky gana la pelea en el último segundo, logrando superar la cuenta a 10 mientras él y Apollo Creed estaban en el suelo en el asalto 15. Rocky gana la pelea por nocaut, convirtiéndose así en el nuevo campeón del mundo de los pesos pesados.
Tras la sorprendente victoria de Rocky en la pelea de revancha, Rocky hace hasta diez defensas del título mundial, pero aunque él no lo sabe, Mickey, su mánager, ha evitado que pelee con rivales muy duros. Realizando también combates de exhibición como el realizado contra el campeón de lucha libre Thunderlips. Pero cuando Rocky anuncia su retirada, Clubber Lang, un ambicioso boxeador, aparece y le desafía, lo que obliga a Rocky a volver a pelear. El combate es un paseo para Clubber Lang que gana por nocaut en dos asaltos y se proclama campeón del mundo, ya que Rocky no estaba con ánimos para semejante batalla, debido a que Mickey, su mánager y gran amigo, había sufrido un paro cardiaco. Instantes después del combate muere Mickey, a causa de la mencionada enfermedad. Tras esta humillante derrota, y, en contra de lo que cualquiera podía esperar y buscando venganza (ya que en parte el ataque al corazón de Mickey fue por culpa de Clubber Lang, que lo empujó con violencia antes del combate), Rocky decide volver a pelear. En esta nueva ocasión iba a ser entrenado por su antiguo rival Apollo Creed. Rocky cambia totalmente su aspecto y su estilo de boxeo, consiguiendo vencer por nocaut en tres asaltos y sin ninguna dificultad, recuperando así el título mundial. 
Comenzando el año 1985, no hay noticias de que Rocky vuelva a pelear por el título mundial, aunque es todavía reconocido como tal cuando Apollo Creed muere en un combate de exhibición contra el campeón mundial amateur, el soviético Iván Drago. Rocky dispuesto a vengar la muerte de su amigo acepta un combate a quince asaltos contra Iván Drago. El combate tiene lugar en Moscú en medio de las tensiones propias de la guerra fría, pero una vez más el coraje de Rocky le hace imponerse a la mayor fuerza de su rival y lo noquea en el décimo quinto asalto, ante la aclamación de un público entregado aunque en un principio le había sido hostil. A su regreso a Estados Unidos, Rocky es recibido como un héroe.
Pero su victoria en Moscú es su canto del cisne porque a su regreso uno de sus asesores financieros aprovechando un poder que le ha dado Paulie ha perdido gran parte de la fortuna de Rocky, además los médicos le declaran no apto para pelear por una lesión cerebral causada en su combate contra Iván Drago, con lo que tiene que regresar a su antiguo barrio sin más posesiones que la antigua casa de su mujer y el gimnasio que Mickey le dejó en herencia (motivo por el cual este no pudo ser embargado, como sí lo fueron el resto de sus bienes personales). Rocky trata de poner en marcha el gimnasio, mientras un desaprensivo mánager llamado George Washington Duke trata de que vuelva a pelear ofreciéndole una suculenta oferta. 
Posteriormente Rocky conoce a un joven boxeador llamado Tommy «The Machine» Gunn y decide ayudarle. En estos momentos Rocky vive los momentos más trágicos de su vida con problemas económicos, y con un gran distanciamiento con su hijo que le echa en cara que pasa más tiempo con Tommy que con él. En esto George Washington Duke ofrece a Tommy que se una a él para pelear por el título mundial próximamente, y esto provoca una ruptura entre Rocky y Tommy. Tommy «The Machine» Gunn se proclama campeón mundial de boxeo, sin embargo, es increpado por los periodistas que no le consideran un gran campeón. Tommy en lugar de celebrar su gran triunfo va al barrio de Rocky acompañado de cámaras de televisión para desafiarlo. Sin embargo, Rocky no quiere pelear con él, no obstante accederá a pelear con él una vez que Tommy golpea a Paulie, pero no en un ring sino allí mismo en la calle. A pesar de sus lesiones que le causan traumas y migrañas durante la pelea, Rocky le da una severa paliza, con lo que es el final de la carrera de su antiguo pupilo.
Pasan los años, Adrian muere de cáncer de ovario en 2002, y Rocky vive con melancolía su pérdida pero poco a poco sale adelante, monta un restaurante de comida italiana, llamado «Adrians», en los siguientes años poco sabemos de él. Rocky tiene sesenta años y acude fielmente en cada aniversario a visitar la tumba de su amada Adrian, e intenta no distanciarse de su hijo que no parece poder librarse de la alargada sombra de su padre. Rocky está melancólico, se pasea por su antiguo barrio y visita el antiguo bar donde solía reunirse con su cuñado Paulie, y encuentra a Marie, una mujer que cuando era una niña Rocky había intentado ayudar dándole consejos. Ahora Marie es una madre abandonada por su marido y Rocky trata de ayudarla y de hacer amistad con su hijo.
Un buen día Rocky decide que quiere volver a pelear, pequeñas peleas, porque necesita sentirse vivo. A pesar de que la comisión es reacia Rocky consigue la licencia cuando le habla de las injusticias. Entonces los asesores del invicto campeón mundial de boxeo, Mason Dixon, creen que hacer una pelea de exhibición con Rocky puede ser una buena publicidad, ya que el campeón no pasa por sus mejores momentos de popularidad. Antes de la pelea, el récord de boxeo que se presentó para cada boxeador fue, para Rocky: 57 victorias (54 por nocaut), 23 derrotas y 1 empate; para Dixon: 33 victorias (30 por nocaut).
Tras un duro entrenamiento Rocky se presenta para pelear con Mason «The Line» Dixon, el combate es una dura pelea sin cuartel, y contra todo pronóstico Rocky acaba el combate en pie demostrando lo que es capaz de hacer un hombre sí tiene voluntad para ello. Los jueces dan como vencedor a Dixon con decisión dividida, pero no importa porque Rocky, para el público y para él mismo, es el vencedor. (En un final alternativo, contenido exclusivo en el DVD original, Rocky es el vencedor de la pelea por puntos).
Diez años después, Adonis Johnson Creed, el hijo de Apollo Creed, quien falleció a manos del soviético Iván Drago en 1985, va en busca de Balboa a Filadelfia con intenciones de pedirle que sea su entrenador y que lo ayude a entrar en el mundo del boxeo, este se muestra reacio, pues ya está retirado totalmente del boxeo y en ese momento se dedicaba a la administración de su propio restaurante, pero después de tanta insistencia de parte de Adonis, decide entrenarlo de la forma que  Mickey lo hizo en sus primeros combates ante Apollo Creed. Entrenar a quien fuera el hijo de su mejor amigo supuso un gran cambio en su vida ya que tras el fallecimiento de su cuñado Paulie y que Robert su hijo se mudarse a Canadá a hacer su propia vida, Rocky quedó prácticamente solo en el mundo encontrando algo de paz al entrenar a Adonis, pero por desgracia su momento de felicidad se ve bruscamente interrumpido al ser diagnosticado con cáncer, la misma enfermedad que se llevó a Adrián sólo que en su caso está en las primeras etapas y puede tratarse, pero Rocky se muestra reacio ya que a pesar de las sesiones de quimioterapia, no pudieron salvar a Adrian de la enfermedad en su caso, de modo que Rocky acepta su propia muerte lo cual genera discusiones con Adonis quien finalmente logra convencer a Rocky de tratar su enfermedad a cambio de entrenarlo para su pelea contra el campeón de peso completo "Pretty" Ricky Conlan.

## Registro
| 57 victorias (54 registrado en Rocky 6 nocauts), 23 derrotas, 1 empate |                       |              |                     |                |              |
| Año                                                                    | Localización          | Oponente     | Tipo                | Asalto, tiempo | Película     |
| 1976                                                                   | Philadelphia Spectrum | Apollo Creed | Decisión (dividida) |                | Rocky        |
| 1978                                                                   | Philadelphia Spectrum | Apollo Creed | TKO                 | 10 (10)        | Rocky II     |
| 1981                                                                   |                       | Thunderlips  |                     |                | Rocky III    |
| 1981                                                                   | Philadelphia Spectrum | Clubber Lang | TKO                 | 2 ()           | Rocky III    |
| 1982                                                                   | Madison Square Garden | Clubber Lang | TKO                 | 3 ()           | Rocky III    |
| 1985                                                                   | Arena Nacional        | Iván Drago   | TKO                 | 15 (15)        | Rocky IV     |
| 1990                                                                   |                       | Tommy Gunn   | KO                  |                | Rocky V      |
| 2006                                                                   | Las Vegas             | Mason Dixon  | Decisión ()         | 10 (10)        | Rocky Balboa |